# Tallaght

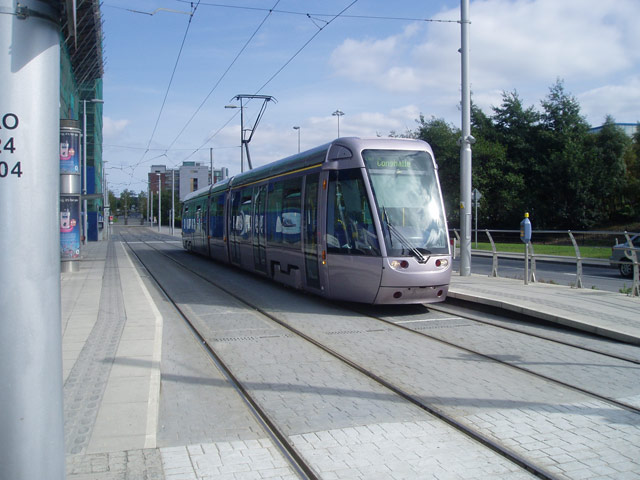
Straßenbahn (LUAS) in Tallaght

Tallaght [ˈtælə] (irisch Tamhlacht [ˈt̪aʊl̪əxt̪]) ist ein Vorort der irischen Hauptstadt Dublin und Verwaltungssitz des Countys South Dublin. Tallaght liegt am Fuß der Wicklow Mountains etwa 13 km südwestlich vom Stadtzentrum Dublins.

## Bevölkerung
Für Tallaght sind bei der Volkszählung 2022 die Ergebnisse für die zehn Electoral Divisions (ED): Jobstown, Fettercairn, Springfield, Kiltipper, Tymon, Oldbawn, Kilnamanagh, Kingswood, Killinardan und Millbrook jeweils einzeln ausgewiesen. Insgesamt hatte Tallaght 75.673 Einwohner.

## Lage und Verkehrsanbindung
Das Stadtgebiet erstreckt sich von Spawell und Tymon Park im Osten bis nach Saggart im Westen. Der Norden von Tallaght grenzt an Clondalkin und Walkinstown, während im Süden an der Grenze des Stadtgebietes die Ausläufer der Wicklow Mountains beginnen. Seit Beginn der 1970er Jahre hat sich die Stadt von einem kleinen Dorf in eine große Vorstadt von Dublin entwickelt. Trotz seiner Infrastruktur und beträchtlichen Einwohnerzahl (sie wird nur von Dublin, Cork, Limerick und Galway übertroffen) wurde Tallaght noch nicht der Status einer City verliehen.
Mit der Innenstadt von Dublin ist Tallaght seit 2004 durch die rote Linie der Luas-Straßenbahn verbunden. Außerdem verkehren zwischen Tallaght und Dublin Stadtzentrum mehrere Buslinien von Dublin Bus. Mitten durch das Stadtgebiet verläuft die gut ausgebaute N81 von Dublin nach Tullow.

## Geschichte
Die Steinkiste auf dem Lugmore Hill liegt im Townland Lugmore (irisch an Log Mór, „die große Höhle“) bei Tallaght. Nahe dem Gipfel des 467 m hohen Tibradden Mountain liegt der Tibradden Cairn, den die lokale Folklore mit dem irischen König Niall Glúndub mac Áedo († 919) verbindet. Der Tibradden Mountain (irisch Sliabh Thigh Bródáin, „der Berg des Hauses des Bródán“) liegt 7,7 km von Tallaght.
Tallaght wird erstmals im Book of Invasions als Begräbnisplatz für Opfer der Pest erwähnt. Daher stammt auch der Name der Stadt, der in der damaligen Bedeutung so viel wie Pestgrab bedeutet. Ende des 8. Jahrhunderts gründete St. Maelruain dort eine Klostersiedlung. Sie wurde im Jahre 811 von den Wikingern geplündert, bestand aber weiter bis in die Zeit der cambro-normannischen Invasion im 12. Jahrhundert.
Im Jahr 1310 bekam der Bailiff (dem deutschen Vogt entsprechend) von Tallaght die königliche Erlaubnis Befestigungsanlagen zu errichten, um den Ort gegen die wiederholten Angriffe irischer Clans zu schützen. Von diesen Bauten ist heute nichts mehr erhalten und es gibt auch keine Hinweise auf deren Lage. 1324 begann man mit der Errichtung von Tallaght Castle. Dadurch wurde der Ort zur wichtigen Verteidigungsanlage am Rande des Pale. Das Schloss wurde im Jahre 1729 abgerissen.
Im 17. und 18. Jahrhundert wurden entlang des Dodder mehrere Mühlen errichtet, die für einen wirtschaftlichen Aufschwung und Bevölkerungswachstum sorgten. Im Jahr 1888 wurde Tallaght eine Station der Dampfstraßenbahn von Dublin nach Blessington. Dies brachte Tagesausflügler aus Dublin in den Ort.
Am 12. Juli 1998 verlief die Tour de France durch Tallaght.

## Stadtbild
Das Stadtzentrum wird von The Square, einem der größten Einkaufszentren Irlands, dominiert. Hier befinden sich Filialen vieler Handelsketten, eine Spielothek, mehrere Restaurants und ein Hotel. In der Nähe befindet sich auch der Sitz des County Councils und mehrerer anderer Behörden. The Square liegt direkt an der N81 und wird von Luas sowie vielen Buslinien bedient.
Das Tallaght Hospital ist eines der größten Krankenhäuser des Landes. Außerdem befindet sich in der Stadt das 1992 gegründete Institute of Technology (IT Tallaght). In der Nähe des Squares wurde 2009 das Tallaght Stadium fertiggestellt, in dem der Profifußballverein Shamrock Rovers spielt.
Der Civic Square von Tallaght umfasst den Sitz der örtlichen Behörde, die County Hall, eine moderne und gut ausgestattete Bibliothek, ein Theatergebäude und ein hochmodernes vierstöckiges Kunstzentrum namens „Rua Red“ (das am 5. Februar 2009 eröffnet wurde). Diese Einrichtung bietet Aktivitäten in den Bereichen Musik, Tanz, Kunst, Schauspiel und Literatur an.

## Bekannte Söhne und Töchter von Tallaght
- Oisín Kelly (1915–1981), Künstler und Bildhauer
- Alan Joyce (* 1966), CEO von Qantas Airlines
- Richard Baneham (* 1974), Animator und Visual-Effects-Supervisor
- Jemma Redmond (1978–2016), Physikerin und Biowissenschaftlerin
- Robbie Keane (* 1980), Fußballspieler
- Mark Yeates (* 1985), Fußballspieler
- Stephen Jones (* 1986), Schauspieler, Autor und Regisseur
- Dermot Joseph Kennedy (* 1991), Singer-Songwriter
- Katie McCabe (* 1995), Fußballspielerin